# 惠隆
惠隆（1469年—1541年），字從道，號北屏，武驤右衛籍，浙江仁和縣人，明朝政治人物。

## 生平
弘治五年（1492年）中式壬子科順天府鄉試第一百二十一名舉人。弘治六年（1493年）聯捷癸丑科會試第九名，三甲第一百九十五名進士。八年授刑部广东司主事，分治禁卫，十二年进广西司员外郎，十五年进陜西司郎中，正德二年（1507年）擢升永平府知府，四年调任宁国府，五年升江西按察司副使，六年考察去职。年七十有三卒。

## 家族
曾祖惠宗茂；祖父惠謙；父惠達，百戶。母陳氏；繼母吳氏。慈侍下。弟惠鸞。